# I tempi che cambiano
I tempi che cambiano (Les Temps qui changent) è un film francese del 2004 diretto da André Téchiné, con protagonisti Catherine Deneuve e Gérard Depardieu.

## Trama
Tangeri: Cécile, una donna francese sposata ad un medico marocchino ritrova il suo primo amore di gioventù Antoine, che non l'ha mai dimenticata. Lui cerca di convincerla a lasciare la famiglia ma lei si dimostra disillusa dalla vita e sembra non cedere.

## Premi enomination
- Festival internazionale del cinema di Berlino
  - Nomina: Goldener Bär (André Téchiné)
- Premio César
  - Nomina: Premio César per la migliore promessa maschile (Malik Zidi)